# Grecia en el Festival de la Canción de Eurovisión 2018
Grecia participó en el Festival de Eurovisión 2018, representados por Gianna Terzi y "Oneiro mou". En la semifinal, lograron una decimocuarta plaza con 81 puntos, con lo que no se clasificaron para la final.

## Ellinikós Telikós
El 1 de octubre de 2017, la ERT anunció que realizarían una final nacional para seleccionar a su representante, tras dos años de elecciones internas. El 4 de octubre, enviaron una carta a las principales discográficas del país sobre su final nacional. En dicha carta se especificó también que los temas debían estar exclusivamente en griego, y que preferiblemente tendrían tonos étnicos. La fecha límite para enviar canciones fue el 20 de octubre. No obstante, más tarde se amplió al 27 de octubre.
De las veinte candidaturas seleccionadas, cinco se clasificaron hacia la final.
- Areti Ketime – "Don't forget the Sun"
- Chorostalites – "Apo tin Thraki eos tin Kriti"
- Duo Fina – "Idio Tempo"
- Gianna Terzi – "Oneiro Mou"
- Tony Vlachos – "Baila Jazz"

Poco después, el número se redujo a tres debido a la eliminación de Duo Fina y Tony Vlachos. Asimismo, el 15 de febrero Areti Ketime y Chorostalites también quedaron descalificados, debido a que sus discográficas no pagaron los veinte mil euros requeridos por la ERT. En consecuencia, Gianna Terzi fue la única que quedaba en la final nacional, por lo que se canceló la gala y se nombró a Gianna representante griega en Lisboa.

### Final
| N.º | Artista       | Canción                        | Compositores                                                            | Televoto       | Posición       |
| --- | ------------- | ------------------------------ | ----------------------------------------------------------------------- | -------------- | -------------- |
| —   | Gianna Terzi  | "Oneiro Mou"                   | Aris Kalimeris, Dimitris Stamatiou, Gianna Terzi, Mihalis Papathanasiou | —              | 1              |
| —   | Areti Ketime  | "Min ksehnas ton ilio"         | Dimitris Karras                                                         | Descalificados | Descalificados |
| —   | Chorostalites | "Apo tin Thraki eos tin Kriti" | Vasilis Messaritakis                                                    | Descalificados | Descalificados |
| —   | Duo Fina      | "Idio tempo"                   | -                                                                       | Descalificados | Descalificados |
| —   | Tony Vlahos   | "Baila jazz"                   | Antonis Karatzikis                                                      | Descalificados | Descalificados |

Notas
1. ↑  El 15 de febrero de 2018, la ERT descalificó a dos de las tres discográficas al no haber pagado el dinero que requerían, unos veinte mil euros.
2. ↑  El 14 de noviembre de 2017, la ERT decidió descalificar a dos de las canciones seleccionadas, aclarando que, a pesar de su calidad y autenticidad, no cumplían todos los requisitos de la ERT, ya que están en griego, pero no tienen tonos griegos.

## En Eurovisión
El Festival de la Canción de Eurovisión 2018 tuvo lugar en el Altice Arena de Lisboa, Portugal y consistió en dos semifinales el 8 y 10 de mayo y la final el 12 de mayo de 2018. De acuerdo con las reglas de Eurovisión, todas las naciones con excepción del país anfitrión y los "5 grandes" (Big Five) deben clasificarse en una de las dos semifinales para competir en la final; los diez mejores países de cada semifinal avanzan a esta final. Grecia actuó en el lugar número 14 de la semifinal 1, y logró una decimocuarta plaza con 81 puntos, lo cual no fue suficiente para avanzar a la final de Eurovisión.